# Filip I Parmeński

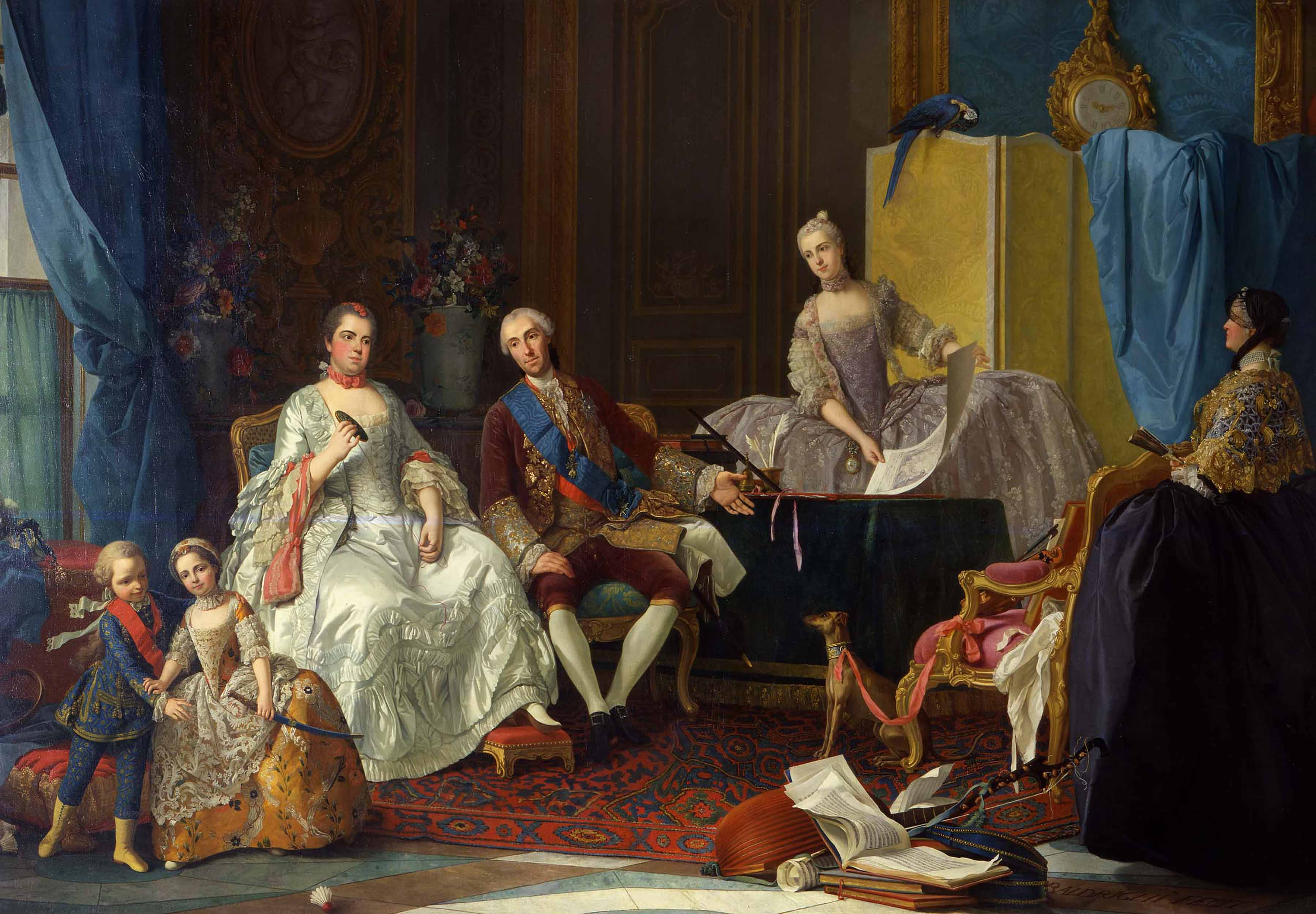
Rodzina Filipa (od lewej strony: syn Ferdynand, córka Maria Ludwika, żona Maria Ludwika Elżbieta, Filip i córka Izabela Maria)

Filip I Parmeński (ur. 15 marca 1720, zm. 18 lipca 1765) – książę Parmy w latach 1748-1765. Czwarty syn Filipa V, króla Hiszpanii, i Elżbiety Farnese, księżniczki parmeńskiej.
Wychował się w Madrycie, jako dziecko bardziej interesowała go muzyka i sztuka niż polityka. Jego matka pochodziła z rodziny Farnese, która od kilku pokoleń rządziła Parmą, Piacenzą i Guastalla. W latach 1731–1736 księstwo było rządzone przez jego starszego brata Karola, ale ten wymienił je z Austrią (po wojnie o sukcesję polską) na Sycylię. 12 lat później, w 1748 na mocy pokoju z Akwizgranu, Austria utraciła księstwo i Filip został nowym księciem i założycielem nowej dynastii Burbonów parmeńskich (fr. de Bourbon-Parma).
Księstwo było zrujnowane przez wieloletnią wojnę. W 1759 Filip mianował Francuza Guillaume Du Tillot ministrem ekonomii, żeby ten przywrócił dostatek. Filip był oświeconym władcą, dbał o edukację i filozofię, przyciągał osobistości epoki jak np. Étienne de Condillac.
Zmarł niespodziewanie w 1765, w Alesandrii, podczas podróży do Hiszpanii, w której towarzyszył swojej córce – Marii Ludwice. Maria Ludwika jechała do Hiszpanii, aby poślubić infanta Karola.

## Małżeństwo i potomstwo
25 października 1739 Filip poślubił swoją kuzynkę – Ludwikę Elżbietę de France, córkę króla Francji – Ludwika XV i Marii Leszczyńskiej. Para miała troje dzieci:
- Izabelę Marię Parmeńską (1741–1763), żonę Józefa II, cesarza niemieckiego, syna Marii Teresy,
- Ferdynanda Parmeńskiego (1751–1802), męża Marii Amalii Habsburg (córki Marii Teresy),
- Marię Ludwikę Parmeńską (1751–1819), żonę Karola IV, króla Hiszpanii.

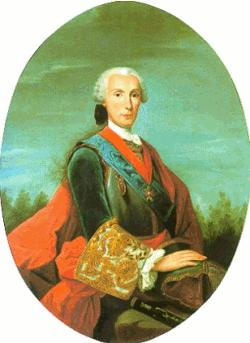
Filip, książę Parmy (nieznany malarz, ok. 1750)
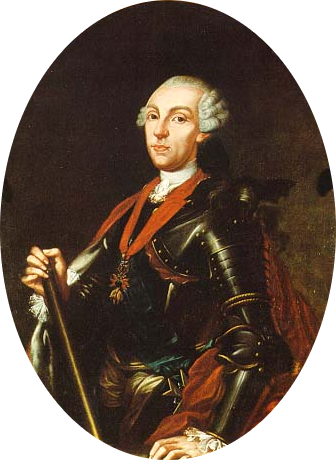
Filip, książę Parmy (nieznany malarz, XVIII wiek)
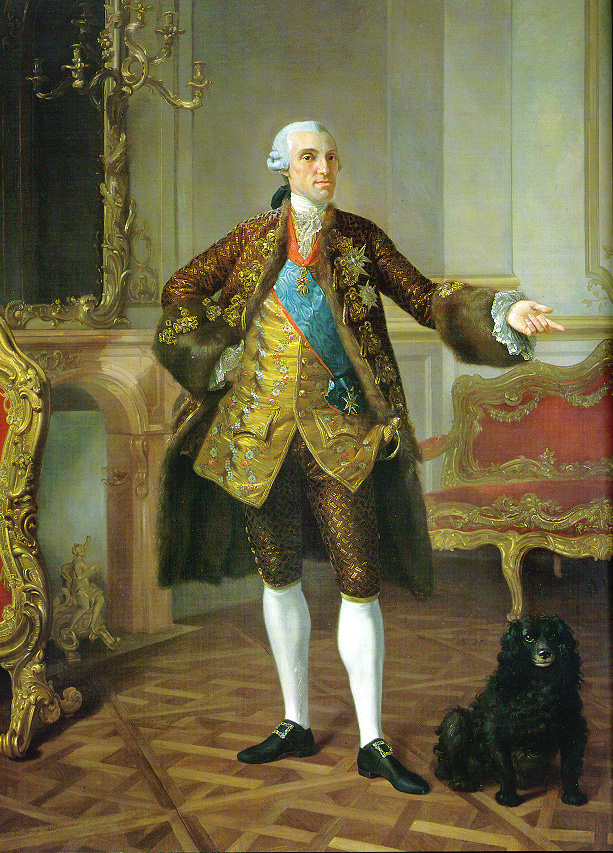
Filip, książę Parmy (Laurent Pécheux)